# Macedónia (település)
Macedónia (románul: Macedonia) település Romániában, a Bánságban, Temes megyében.

## Fekvése
Temesvártól délre, Csák nyugati szomszédjában, Csebze és Torontálgyülvész közt fekvő település.

## Története
Macedónia nevét 1334-ben Machadonia néven a pápai tizedjegyzékben említette először oklevél. Mivel már a pápai tizedjegyzékben is szerepelt, ekkor már egyháza is volt.
1433-ban Machadonya, 1466-ban Maczedonia 1913-ban Macedónia néven említette először oklevél. 1363-ban Maczedóniai Dancs birtoka volt. 1406-ban Maczedóniai Dancs fia Miklós itteni birtokának fele részét Dóczy Lászlónak adta. A 15. században a Maczedóniai családnak várkastélya is volt itt. 1478-tól a Dóczyak birtoka volt. A 1527-ben, a mohácsi vész után a Maczedóniai család tagjai Trencsén vármegyébe költöztek. A török hódoltság alatt a magyar jobbágy lakói kipusztultak és helyükbe románok telepedtek le itt.
1717-ben, hódoltság utáni összeíráskor 50 lakott házat találtak itt, melyet a csákvári tiszttartóság alá helyeztek. 1779-ben Torontál vármegyéhez csatolták a falut. 1782-ben II. József Maczedóniát Vidák Joannovics Tamásnak adományozta, aki 1792-ben Ruddai Nikolics Jánosnak, Torontál vármegye országgyűlési követének adta el. Ennek unokái János, Péter és Sándor megosztoztak a birtokaikon, Maczedóniát János, az idősebb testvér kapta, a ki a szerb fejedelmi családból házasodott és 1854-ben osztrák bárói rangot is nyert. Később fia Mihály birtoka lett, aki itt kúriát is épített. 1910-ben 1089 lakosából 43 magyar, 30 német és 988 román volt. Ebből 65 római katolikus, 1010 pedig görögkeleti ortodox volt.
A trianoni békeszerződés után Torontál vármegye Módosi járásához tartozott.

## Nevezetességek
- Görögkeleti temploma – 1816-ban épült.
- Nikolics kúria
- A nikápolyi csata után 1396-ban az országba betört török csapatok egészen Temesvárig nyomultak, egy ily portyázó török csapatot a hagyomány szerint a magyarok a helység határában vertek szét.

## Hivatkozások

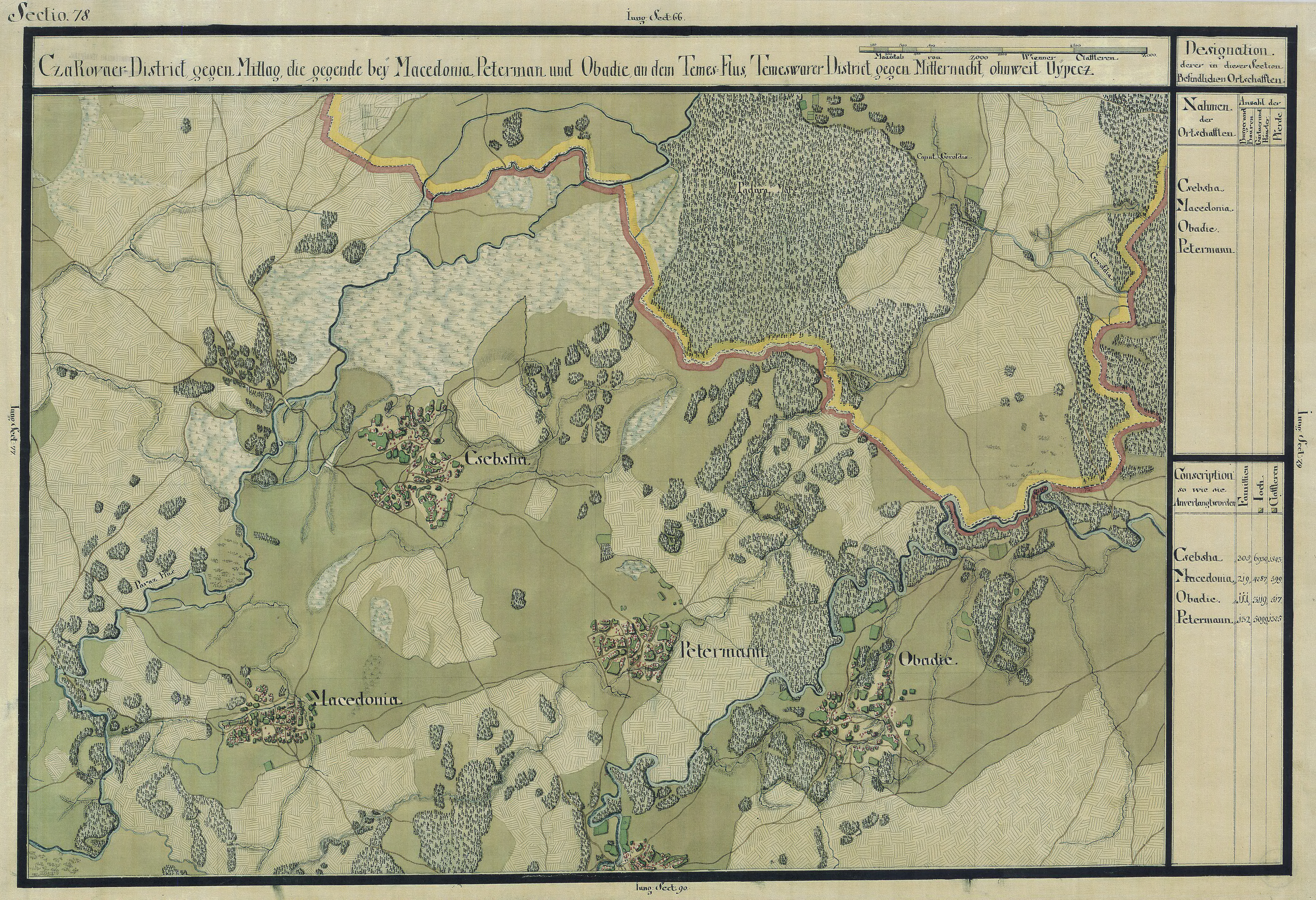
Macedónia egy régi magyar térképen